# المرأة في مالي
تشكل وضع المرأة ودورها الاجتماعي في مالي من خلال التفاعل المعقد بين مجموعة متنوعة من التقاليد في المجتمعات العرقية وصعود وسقوط الدول الساحلية الكبرى، والحكم الاستعماري الفرنسي، والاستقلال، والتحضر، والصراع والتقدم بعد الاستعمار. وتشكل النساء الماليات أقل بقليل من نصف سكان مالي، وقد كنّ في بعض الأحيان مركزًا للمجتمعات الأمومية، لكنهن كن دائمًا مهمين للبنية الاقتصادية والاجتماعية لهذا المجتمع الريفي الزراعي إلى حد كبير.
وكما تشكل دورهم أيضًا من خلال النزاعات حول الدين، حيث أفسحت المجتمعات الوثنية المجال تدريجياً للإسلام في الفترة 1100-1900. وفي السنوات الأخيرة، أدى صعود الأصولية الدينية لظهور رفاهية المرأة.
تشمل المشكلات المعاصرة التي تواجهها المرأة في مالي ارتفاع معدل العنف ضد المرأة، زواج الأطفال وختان الإناث.

## خلفية ثقافية
مالي بلد غير ساحلي في غرب أفريقيا. حصلت على الاستقلال عن فرنسا في عام 1960. أدى الصراع في شمال مالي إلى زعزعة استقرار البلاد. يبلغ عدد سكان مالي أكثر من 18 مليون نسمة، وتتنوع أخلاقيًا من المجموعات التالية: بامبارا 34.1٪ وفولاني 14.7٪ وساراكول 10.8٪ وسينيو 10.5٪ ودوغون 8.9٪ ومالينكي.7٪ وبوبو 2.9٪ سونغهاي 1.6٪، الطوارق 0.9٪، ماليون آخرون 6.1٪، ومن أعضاء المجموعة الاقتصادية لدول غرب أفريقيا 0.3٪، أخرى 0.4٪. الغالبية العظمى من السكان يتبعون الإسلام. التحضر هو 42.4 ٪. يبلغ معدل الخصوبة ما يقرب من 6 أطفال ولدوا لامرأة، وهو واحد من أعلى المعدلات في العالم.

## التعليم

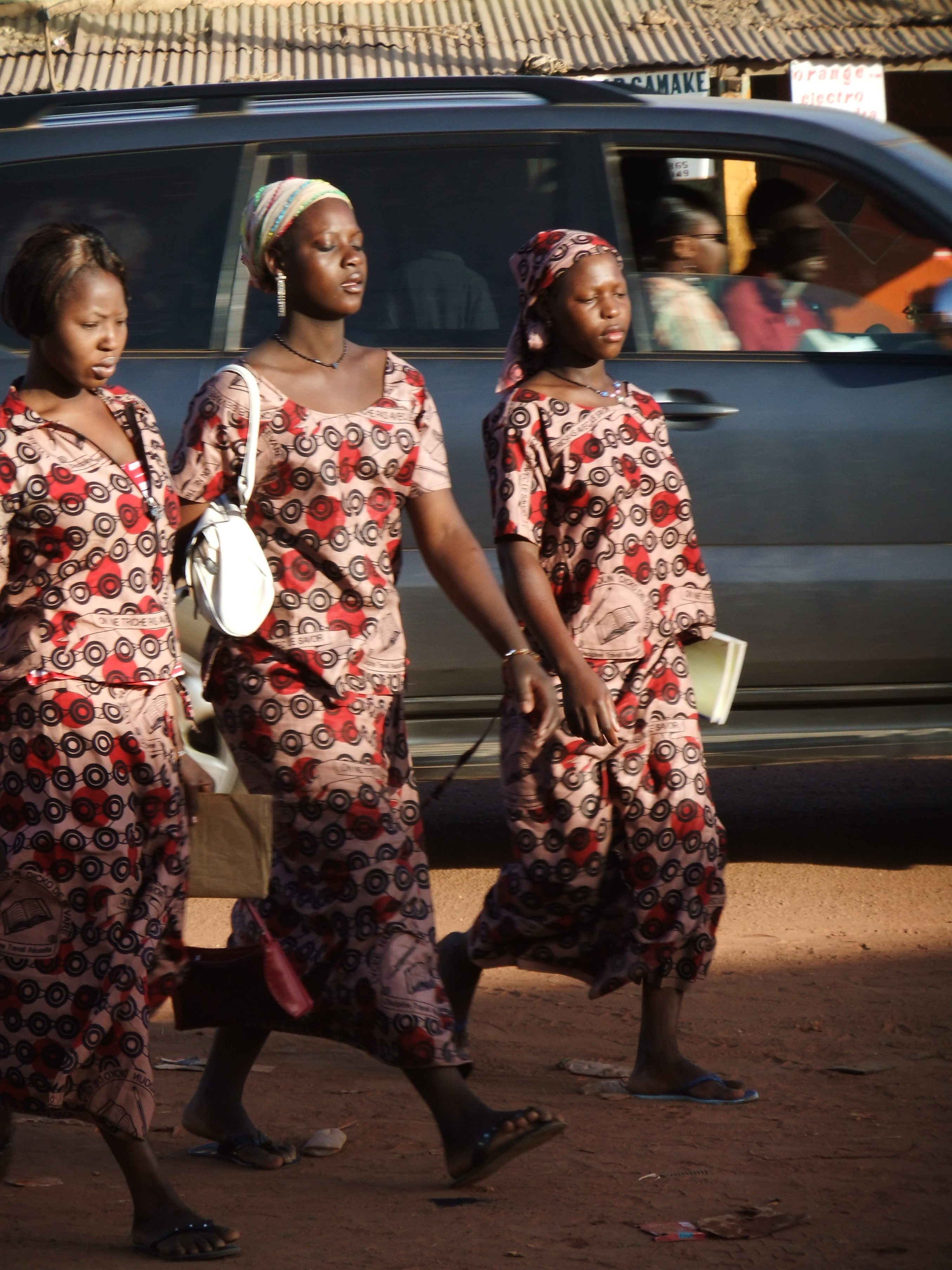
فتيات ماليات ذاهبات إلى المدرسة

التعليم إلزامي من سن 6 إلى 15. ومع ذلك، فإن العديد من الأطفال لا يذهبون إلى المدرسة، وتسجل الفتيات معدل التحاق أقل من الأولاد على جميع المستويات بسبب عوامل عدة مثل الفقر والتفضيل المجتمعي لتعليم الأولاد وزواج الأطفال والتحرش الجنسي. معدل معرفة القراءة والكتابة لدى النساء (15 سنة فأكثر) أقل بكثير من معدل معرفة الرجال: الإناث 22.2٪، مقارنة بالذكور 45.1٪ (2015 est.). 

## الرعاية الصحية

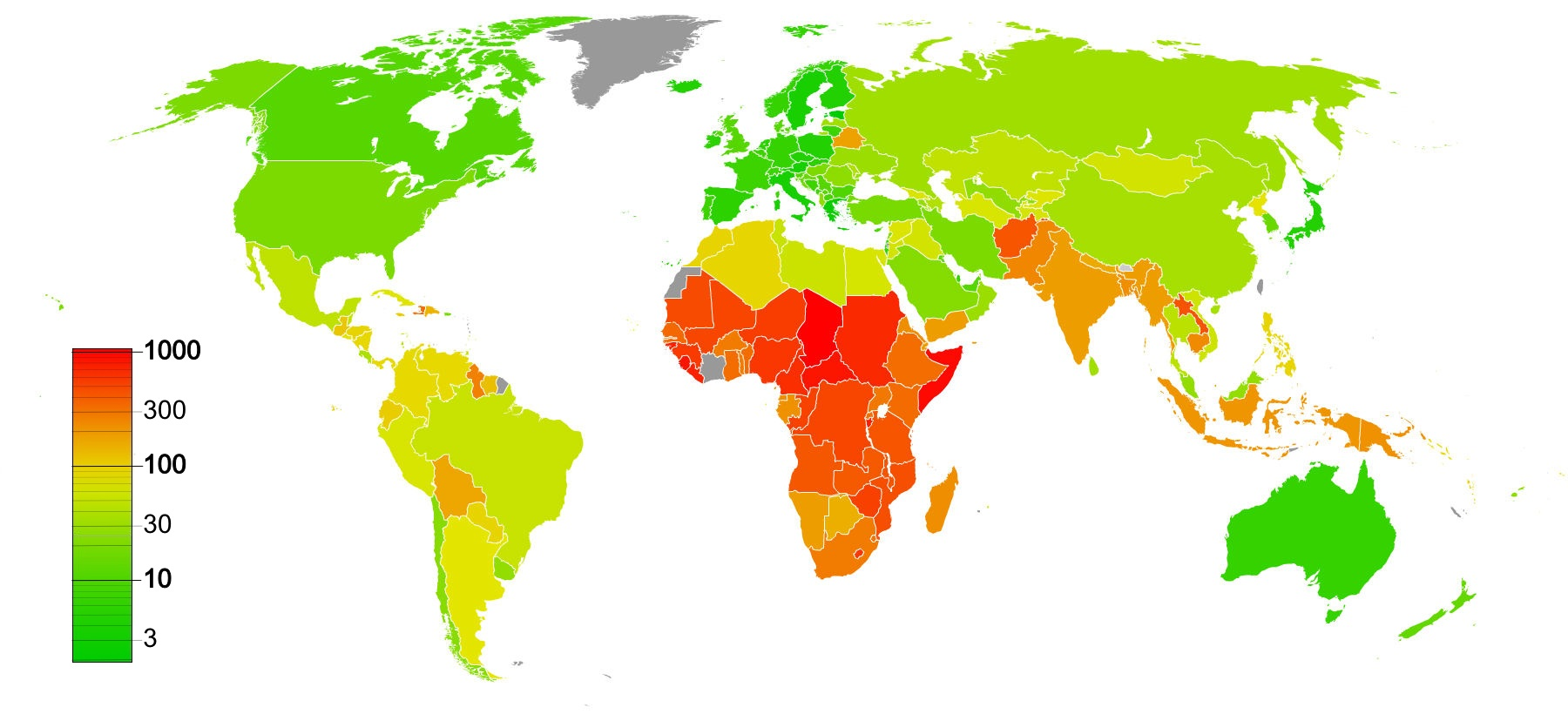
خريطة وفيات الأمهات، 2012

معدلات وفيات الرضع، تحت سن 1 عام 2013

مالي هي واحدة من أفقر دول العالم وتتأثر بشدة بسوء الصحة والصرف الصحي. تتأثر صحة المرأة بشكل سلبي، على الرغم من أن الحكومة تقدم رعاية طبية مدعومة للأطفال وكذلك البالغين من الجنسين. ويكفل دستور مالي الحق في الصحة. وتعتمد سياسة الرعاية الصحية على مشاركة المجتمع واسترداد التكاليف وتوافر الأدوية الأساسية، وتقوم وزارة الصحة بتطويرها وتنفذها مديرية الصحة الوطنية. وفي مالي، فإن وفيات الأمهات ووفيات الرضع مرتفعة للغاية. ويساهم الزواج المبكر ونقص تنظيم الأسرة والخصوبة العالية وختان الإناث في اعتلال صحة المرأة.

## الزواج

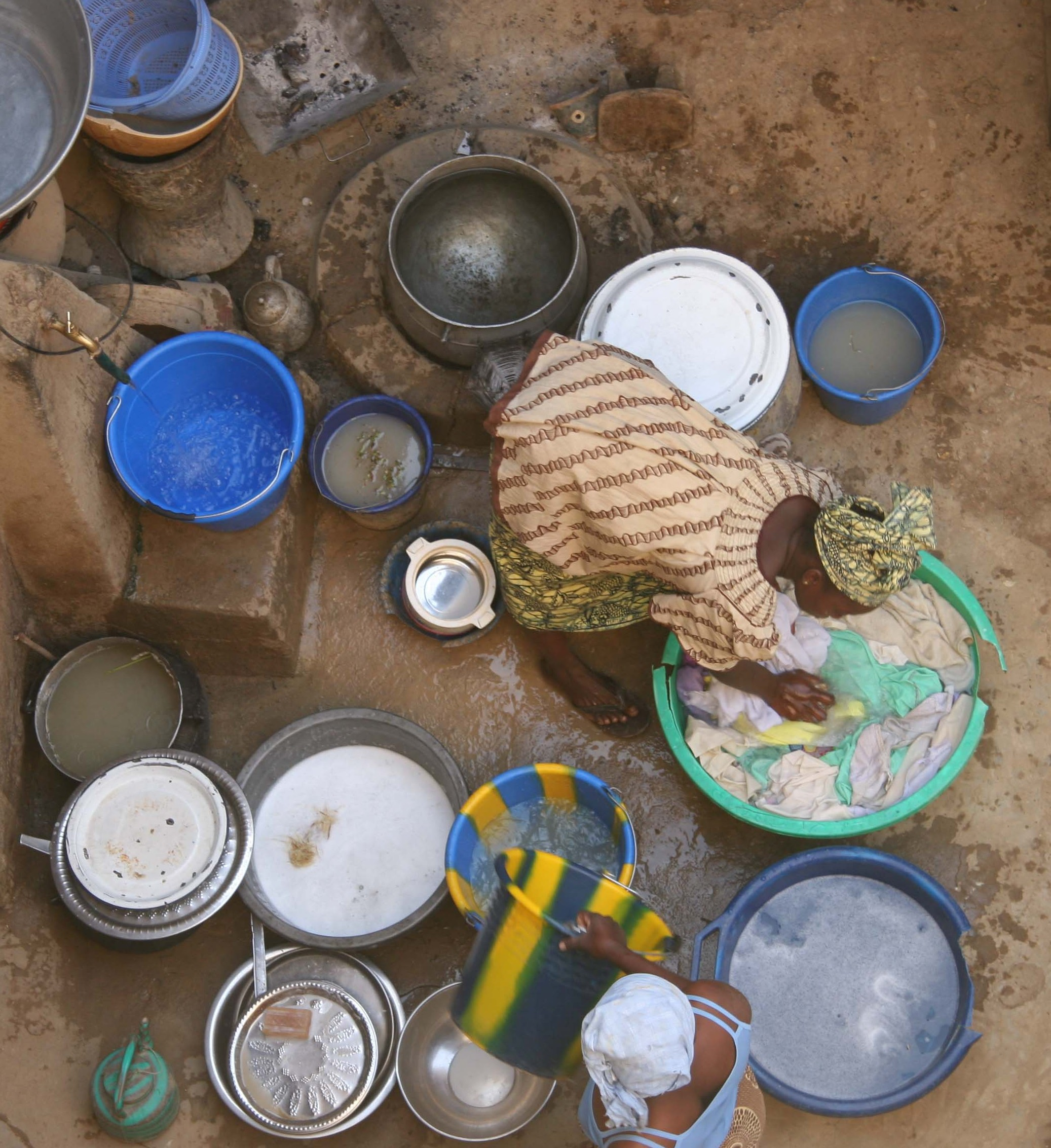
نساء يغسلن الملابس في جيني، مالي. غالبًا ما يتضمن الزواج في مالي قبول أدوار العمل التقليدية، في هذه الحالة، رعاية المنزل.

زواج الأطفال أمر شائع في مالي، تغذيه قوانين متساهلة، وانعدام إنفاذ حتى القوانين القائمة. الحد الأدنى لسن الزواج بدون موافقة الوالدين هو 16 للفتيات و18 للفتيان. يجوز للفتاة البالغة من العمر 15 عامًا أن تتزوج بموافقة الوالدين إذا وافق قاضي مدني.
أفادت منظمة غير حكومية في مالي أن 10 فتيات على الأقل - بعضهن تحت سن 13 - فقدن حياتهن بين 2005 ومايو 2007 بسبب المضاعفات الطبية الناتجة عن الزواج المبكر. وفي مالي، تشير التقديرات إلى أن نحو 75٪ من الفتيات حتى سن 14 و89٪ من النساء في الفئة العمرية 15-49 قد تعرضن للختان، وهي ممارسة تعرض صحتهن للخطر.

### قانون العائلة
لا تتمتع المرأة بوضع وحقوق متساوية، خاصة فيما يتعلق بالطلاق والميراث. ويسمح القانون بتعدد الزوجات. كما أن المرأة ملزمة قانونًا بإطاعة زوجها وضعيفة بشكل خاص في حالات الطلاق وحضانة الأطفال والميراث. حتى الحقوق المحدودة التي تتمتع بها المرأة غالبًا ما تكون غير مطبقة، بسبب نقص التعليم والمعلومات، فضلًا عن الآراء الثقافية التي تعتبر المرأة أدنى. ووفقاً للقانون، فإن وزارة النهوض بالمرأة والأسرة والأطفال مسؤولة عن ضمان الحقوق القانونية للمرأة.

## حقوق المرأة بموجب القانون

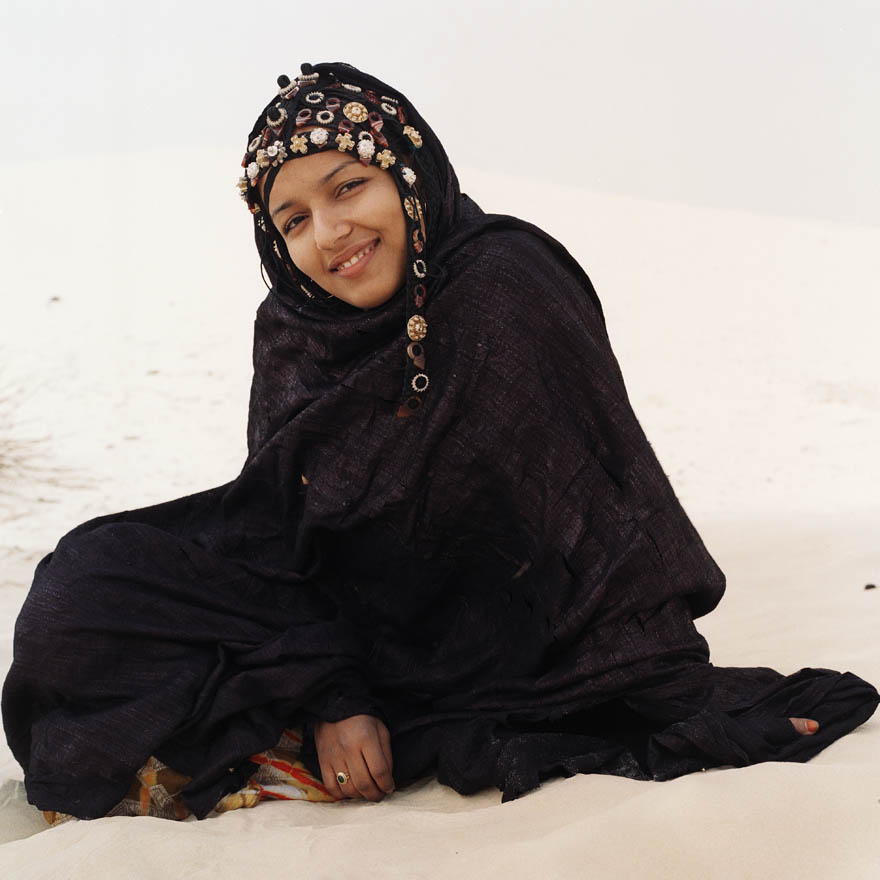
امرأة من الطوارق في شمال مالي، 2007.

تنص المادة 2 من دستور مالي على أن «جميع الماليين يولدون ويعيشون أحراراً ومتساوين في حقوقهم وواجباتهم. يُحظر أي تمييز على أساس الأصل الاجتماعي أو اللون أو اللغة أو العرق أو الجنس أو الدين أو الرأي السياسي»، بينما تنص المادة 3 على أنه «لن يتعرض أي شخص للتعذيب ولا للمعاملة اللاإنسانية أو القاسية أو المهينة أو المهينة».

### إيذاء واستغلال الفتيات
تشمل إساءة معاملة الفتيات زواج الأطفال وتشويه الأعضاء التناسلية للإناث. لا توجد إحصاءات حكومية شاملة حول إساءة معاملة الأطفال، والمشكلة منتشرة على نطاق واسع. عادة ما يتم الإبلاغ عن إساءة معاملة الأطفال. وقامت الشرطة وإدارة الخدمات الاجتماعية بوزارة التضامن والعمل الإنساني بالتحقيق والتدخل في بعض حالات إساءة معاملة الأطفال أو إهمالهم المبلغ عنها.
زواج الأطفال منتشر جدًا في مالي، حيث تتزوج غالبية الفتيات قبل سن 18 عامًا. هناك صلة قوية للغاية بين زواج الأطفال ونقص التعليم، بالإضافة إلى تعدد الزوجات، حيث تزداد احتمالية أن تكون الفتاة الزوجة الثانية أو الثالثة أو الرابعة.
وخلصت دراسة حكومية عام 2004، شملت 450 مقابلة، إلى أن الأطفال الأكثر عرضة لخطر الاستغلال الجنسي هم الفتيات اللاتي تتراوح أعمارهن بين 12 و18 عامًا ويعملن كبائعات متجولات، أو خادمات في المنازل، أو أطفال بدون مأوى أو ضحايا الاتجار بالأطفال. وهذا الاستغلال هو الأكثر انتشارا في المناطق التي يكون فيها السكان والاقتصاد في حالة تغير مستمر، مثل المناطق الحدودية أو البلدات الواقعة على طرق النقل أو في مناطق التعدين. وأشارت الدراسة إلى أن معظم حالات الاستغلال الجنسي لم يتم الإبلاغ عنها وأوصت بأن تعزز البلاد قوانينها لحماية الأطفال.

### ختان الإناث

توضح هذه الخريطة النسبة المئوية للنساء والفتيات اللواتي تتراوح أعمارهن بين 15 و49 سنة اللواتي خضعن لختان الإناث. المصدر: اليونيسيف (2013). لم يتم مسح الدول الرمادية.

ختان الإناث شائع، خاصة في المناطق الريفية، ويجري على الفتيات اللواتي تتراوح أعمارهن بين ستة أشهر وست سنوات. تشير التقديرات إلى أن 75٪ من الفتيات حتى سن 14 و89٪ من النساء في الفئة العمرية 15-49 قد خضعن للختان. وغالبًا ما تتزوج الفتيات في سن 13-15، لذلك يتم إجراء ختان الإناث قبل هذا العمر.
وقد أطلقت الحكومة خطة من مرحلتين للقضاء على ختان الإناث، في الأصل بحلول عام 2008. ووفقًا لمنظمات حقوق الإنسان المحلية التي تحارب ختان الإناث، فإن المرحلة التعليمية (ورش العمل، وأشرطة الفيديو، والمسرح) مستمرة في المدن، ووبحسب التقارير فإن عملية الختان انخفضت بشكل كبير بين أطفال الآباء المتعلمين. وفي كثير من الحالات، وافق ممارسو ختان الإناث على وقف هذه الممارسة مقابل أنشطة أخرى مدرة للدخل. وربطت اللجنة الوطنية لمناهضة العنف تجاه المرأة بين جميع المنظمات غير الحكومية التي تحارب ختان الإناث، وقاد العمل البارز الذي قامت به زعيمة اتحاد المعلمين السابق فاتوماتا سير دياكيتي، رئيسة جمعية تقدم المرأة والدفاع عنها، الجهود الرامية إلى تثقيف النساء الريفيات وقادة المجتمع المحلي حول الخطر الذي يشكله ختان الإناث.
يوجد في مالي واحد من أعلى معدلات ختان الإناث في العالم، ويرجع ذلك جزئياً إلى وجود دعم مستمر كبير جداً لهذه الممارسة بين السكان: 20 ٪ فقط من النساء الماليات و21 ٪ من الرجال يعتقدون أن هذه الممارسة يجب أن تنتهي.

### الاغتصاب والعنف
يجرم القانون الاغتصاب. وجاء في تقرير الولايات المتحدة لعام 2011 حول ممارسات حقوق الإنسان في مالي أنه «لا يوجد قانون يحظر على وجه التحديد الاغتصاب الزوجي، لكن مسؤولي إنفاذ القانون ذكروا أن القوانين الجنائية ضد الاغتصاب تنطبق على الاغتصاب الزوجي». إن الاغتصاب مشكلة واسعة الانتشار، ولا يتم الإبلاغ عن معظم الحالات بسبب الضغط المجتمعي، خاصةً بسبب حقيقة أن المهاجمين غالبًا ما يكونون أقاربًا مقربين ويخشى الضحايا الانتقام. وخلص تقرير إلى أنه في حين تقدم 300 امرأة للإبلاغ عن الاعتداء الجنسي كل عام في باماكو وحدها، وفي عام 2007 أدين رجلين فقط بالجريمة. المنظمات المالية مثل نساء باماكو والقانون والتنمية في أفريقيا، بقيادة المحامية سيديبي جينبا ديوب، تضغط من أجل التعليم، وتعزيز القوانين، وفرض تطبيقها.
تم التسامح مع العنف المنزلي ضد النساء، بما في ذلك الاعتداء على الزوجات، وهو أمر شائع. ويعتبر الاعتداء الزوجي جريمة، ولكن الشرطة كانت مترددة في تطبيق القوانين ضد حالات العنف المنزلي أو التدخل فيها. ويعاقب على الاعتداء بالسجن لمدة تتراوح من سنة إلى خمس سنوات وغرامات تصل إلى 1000 دولار (465000 فرنك أفريقي) أو بالسجن لمدة تصل إلى 10 سنوات، إذا كان الفعل مع سبق الإصرار، وكانت العديد من النساء يترددن في تقديم شكاوى ضد أزواجهن لأنهن لم يكن بمقدورهن إعالة أنفسهن مالياً.
وأصدرت وزارة النهوض بالمرأة والطفل والأسرة دليلاً عن العنف ضد المرأة لاستخدامه من قبل مقدمي الرعاية الصحية والشرطة والمحامين والقضاة. ويقدم الدليل تعريفات لأنواع العنف والمبادئ التوجيهية حول كيفية التعامل مع كل منها. كما قامت المنظمات غير الحكومية بالعمل من أجل الدفاع عن حقوق المرأة وتعزيزها وحماية الخادمات المنازليات.
يحدث التحرش الجنسي بشكل روتيني، بما في ذلك في المدارس، دون أي جهود حكومية لمنعه، ولا يحظره القانون.

## الحقوق الاقتصادية

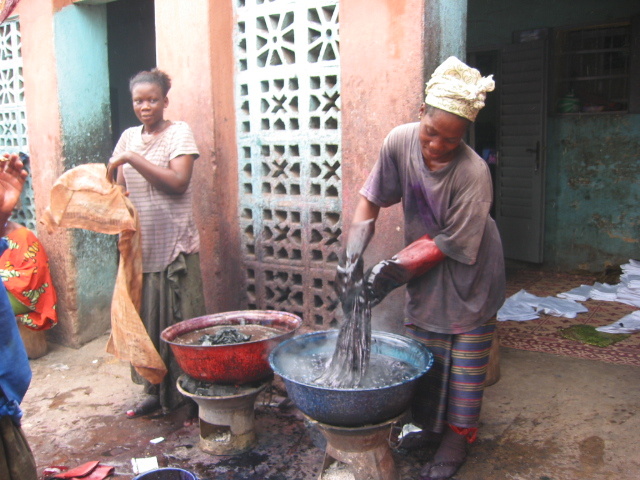
صباغة النساء قماش بيزين، باماكو. تشكل النساء 15٪ من القوى العاملة بأجر في مالي، في حين يقمن بأعمال المزرعة وتربية الأطفال.

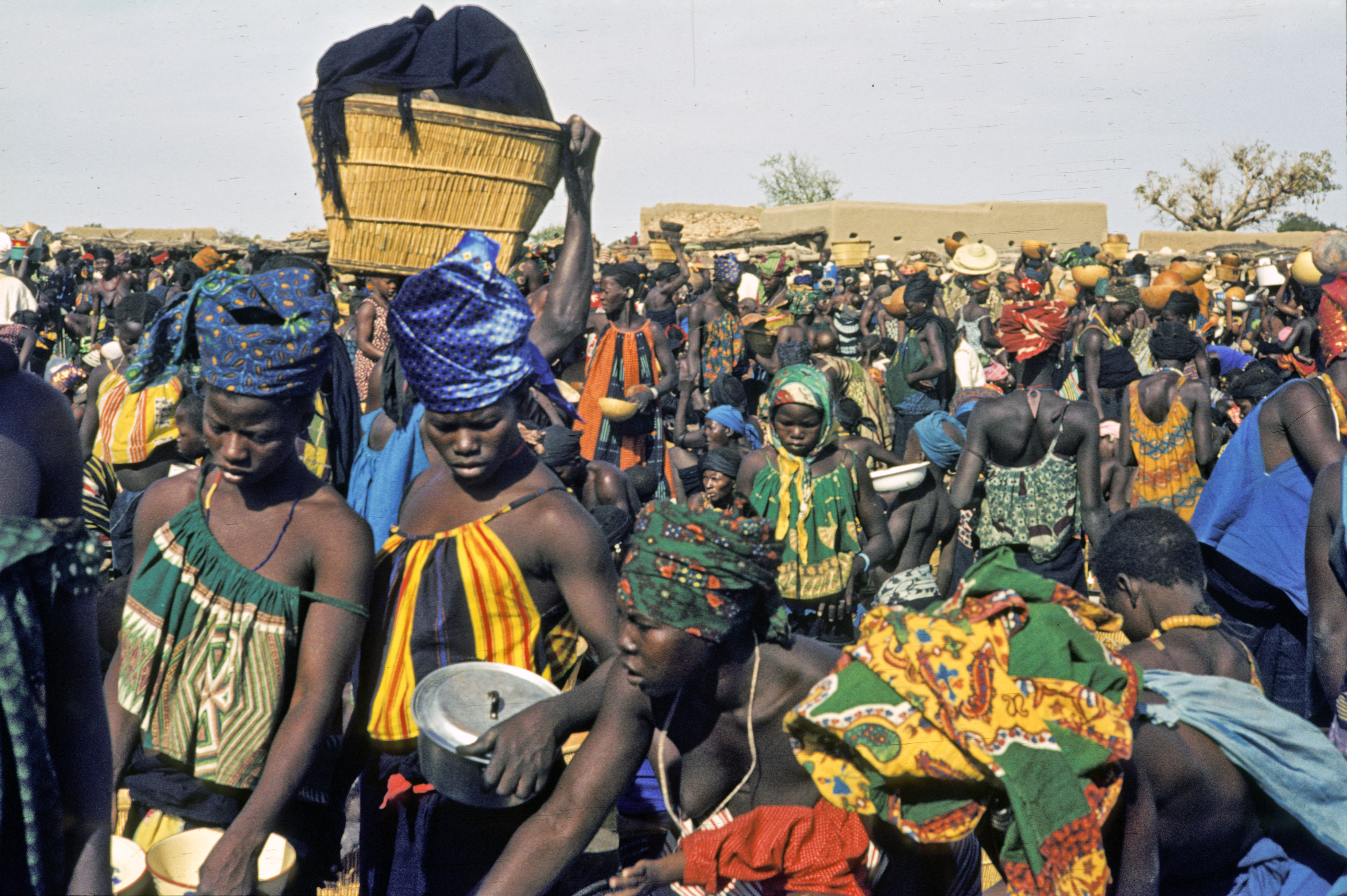
النساء في سوق ريفي في مالي.

في حين أن القانون يمنح المرأة حقوق ملكية متساوية، فإن الممارسة التقليدية والجهل بالقانون يمنع المرأة - حتى المرأة المتعلمات - من الاستفادة الكاملة من حقوقها. ويجب أن يكون زواج الملكية المجتمعية محددًا في عقد الزواج. وبالإضافة إلى ذلك، إذا لم يكن نوع الزواج محددًا في شهادة الزواج، يفترض القضاة أن الزواج متعدد الزوجات.وفي حين أن 48 في المائة من النساء الماليات يعملن في الزراعة، فإن الغالبية العظمى من النساء لا يمكن هن الحصول إلا على الأراضي التي يتمتع الرجل بالحقوق الأساسية فيها. وفي حين أن الدستور وبعض القوانين في مالي تدعم المساواة بين الرجل والمرأة، إلا أن المرأة المالية في الواقع لا تتمتع بوضع متساو مع الرجل فيما يتعلق بحقوق الملكية والميراث.
فرص وصول المرأة إلى العمل والفرص الاقتصادية والتعليمية محدودة. ويحظر قانون العمل التمييز في العمل والمهنة على أساس العرق أو الجنس أو الدين أو الرأي السياسي أو الجنسية؛ ولكن هذا لا يتم تطبيقه بشكل فعال، والتمييز أمر شائع. تعمل معظم النساء في مالي في القطاع غير الرسمي والزراعة. إن الحكومة، التي تعتبر صاحب العمل الرئيسي في القطاع الرسمي، تدفع ظاهريًا للنساء مثل الرجال مقابل عمل مماثل، لكن الاختلافات في توصيف الوظائف تؤدي إلى عدم المساواة في الأجور.
وبموجب خطة عمل وطنية للفترة 2004-2008 لتعزيز وضع المرأة، واصلت الحكومة جهودها للحد من عدم المساواة بين الرجل والمرأة وخلق روابط بين المرأة داخل المجموعة الاقتصادية لدول غرب إفريقيا وفي جميع أنحاء أفريقيا.

### العبودية المعاصرة
في عام 2008، أفادت مجموعة حقوق الإنسان Temedt ومقرها الطوارق، إلى جانب المنظمة الدولية المناهضة للعبودية، أن «عدة آلاف» من أعضاء طائفة الطوارق بيلا لا يزالون مستعبدين في منطقة جاو وخاصة حول مدينتي ميناكا وأنسونغو. ويشكون من أنه بينما تنص القوانين على الإنصاف، فنادراً ما تحل المحاكم المالية القضايا.

## مجموعات الضغط النسائية
وعملت عدة جماعات لحقوق المرأة، مثل رابطة المحاميات الماليات، ورابطة المرأة في القانون والتنمية، ورابطة الجمعيات النسائية، ورابطة الدفاع عن حقوق المرأة، من خلال المناقشات والمؤتمرات والتدريب على حقوق المرأة. وقدمت هذه الجماعات أيضا المساعدة القانونية للنساء والقضاة المستهدفين وضباط الشرطة والزعماء الدينيين والتقليديين في التوعية التعليمية لتعزيز حقوق المرأة.
قامت المنظمات غير الحكومية لحقوق المرأة في مالي، مثل منظمة العمل من أجل النهوض بالمرأة وتنميتها، ولجنة الدفاع عن حقوق المرأة، ومنظمة رصد حقوق المرأة والطفل، بتثقيف السكان المحليين بشأن العواقب السلبية لزواج القاصرات. كما ساعدت الحكومة على تمكين الفتيات المتزوجات في سن مبكرة من الاستمرار في المدرسة.

## المرأة في السياسة

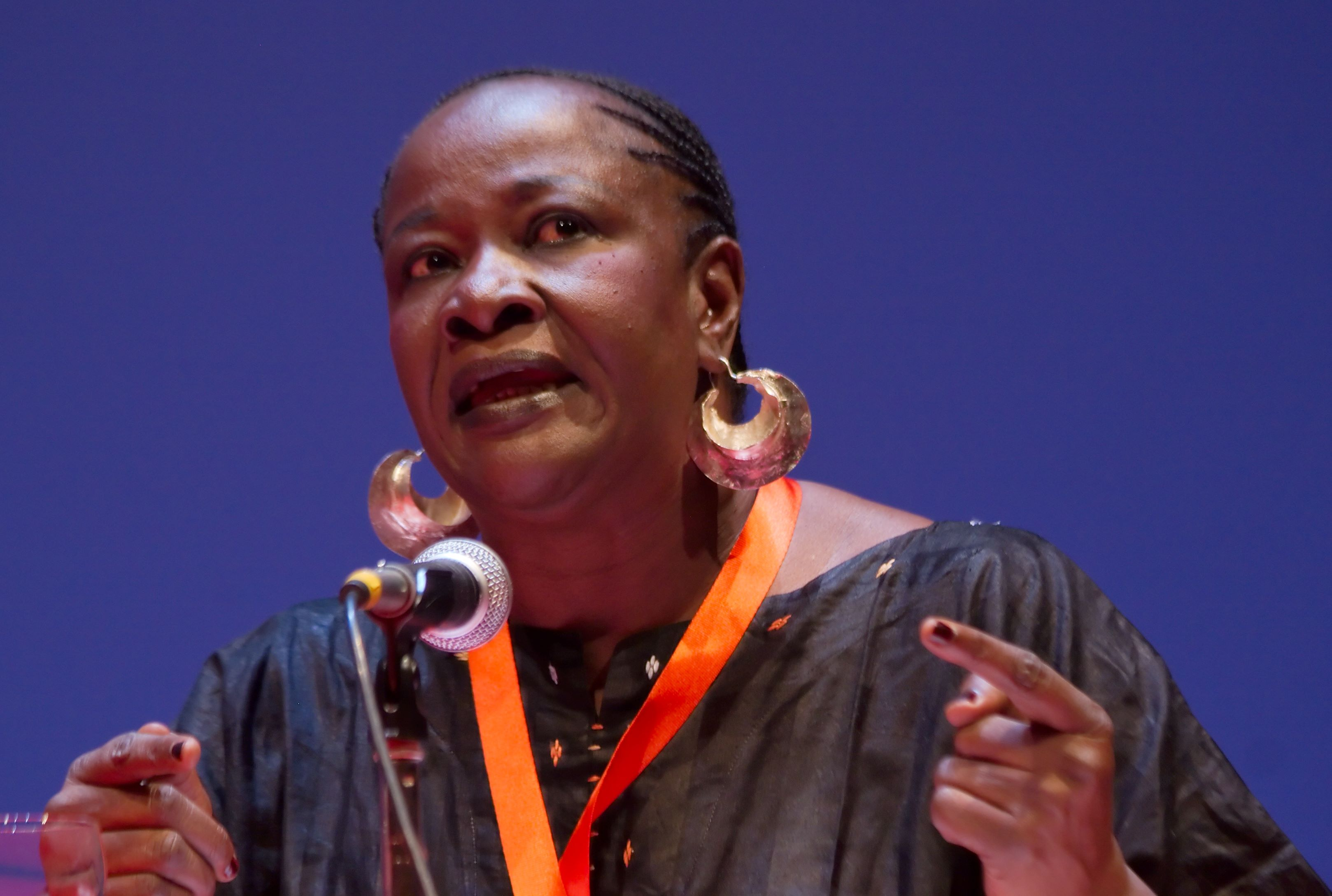
أميناتا تراوري، سياسية وكاتبة وناشطة مالية بارزة. ارتفع عدد صغير من النساء في مالي إلى أعلى مستويات المجتمع.

وصل عدد صغير من النساء الماليات إلى أعلى مستويات الأعمال والأوساط الأكاديمية والحكومية، حيث تشغل النساء العديد من المناصب الوزارية الحكومية والمقاعد في الجمعية الوطنية لمالي. وقد شغلت أميناتا درامان تراوري، كاتبة وناشطة سياسية، منصب وزير الثقافة والسياحة في مالي ومنسقة برنامج الأمم المتحدة الإنمائي، وعضو مجلس إدارة خدمة الصحافة الدولية.
سيديبي أميناتا ديالو، أستاذة في جامعة باماكو، هي زعيمة الحزب السياسي لحركة التربية البيئية والتنمية المستدامة، وفي عام 2007 أصبحت أول امرأة تترشح لمنصب رئيس مالي كواحدة من ثمانية مرشحين في الانتخابات الرئاسية في أبريل 2007. وحصلت ديالو على أكثر من 12,000 صوتًا في الانتخابات، أي 0.55% من الإجمالي.